# Патрушев, Станислав Олегович
Станислав Олегович Па́трушев (28 июня 1993, Екатеринбург) — российский спортсмен-акробат. МСМК по спортивной акробатике (2010). Чемпион мира, Европы и России в паре с Иваном Кузьминым.

## Биография
Выпускник Екатеринбуржской школы № 66.
Выступал под руководством одного из ведущих специалистов по спортивной акробатике в России. 
Мастера Спорта СССР, Заслуженного Тренера РФ Евгения Алексеевича Зубкова и хореографа, Заслуженного Тренера РФ Натальи Борисовны Косенковой. Первого успеха пара Кузьмин-Патрушев добилась в 2005 году на Чемпионате страны в г.Киров, где они завоевали серебряные медали. 
На Х Всероссийском турнире по спортивной акробатике на призы главы Нефтеюганска Станиславу было присвоено звание «Мистер турнира» («Мисс турнира» стала Виктория Повторейко).*
В 2011 году пришло время больших международных достижений.
В Болгарии с 20 по 31 октября г.Варна,проводился Чемпионате Европы.
Иван и Станислав стали победителями в многоборье среди мужских пар. 
В 2012 году в конце Апреля в (США, г.Орландо) проходил Чемпионате Мира.
Станислав и Иван в упорнейшей борьбе, сумев зайти в финал только 7 из 8 возможных, сумели совладать со своим волнением и в итоге на 0.02 балла смогли опередить ближайщих конкурентов из Белоруссии и Англии, став победителями данных соревнований.
Состав сборной России на этих соревнованиях принёс в копилку сборной - 4 золотых медали из 5 возможных.
В 2015 году Станислав окончил Институт ГСЭО РГППУ.
В 2018 году окончил обучение в аспирантуре при (ГСЭО РГППУ) Получив квалификацию – Преподаватель исследователь. 